# المراعی

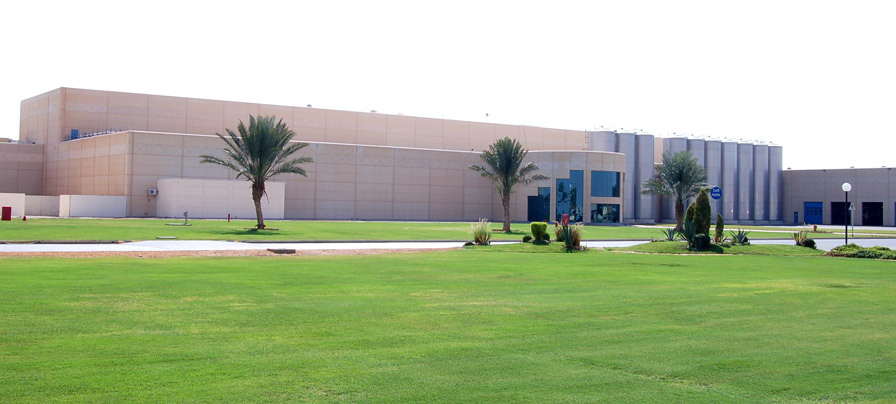
کارخانه تولیدی المراعی در شهر الخرج

المراعی (به عربی: المراعي) شرکت کشاورزی و صنایع غذایی عربستانی است، که در زمینه تولید و توزیع انواع آب‌میوه، فراورده‌های لبنی، نان، شیر خشک و انجام عملیات کشاورزی فعالیت می‌کند.
شرکت المراعی در سال ۱۹۷۷ از مشارکت کارآفرین ایرلندی؛ الستیر مک‌گوکین و سلطان بن محمد بن سعود الکبیر راه‌اندازی شد و اکنون دارای عملیات در کشورهای عربی خلیج فارس می‌باشد و به‌عنوان بزرگترین شرکت صنایع غذایی جهان عرب شناخته می‌شود.
دفتر مرکزی این شرکت در شهر ریاض، عربستان سعودی قرار دارد و بخشی از سهام آن در بازار بورس تداول معامله می‌شود.